# День памяти и скорби

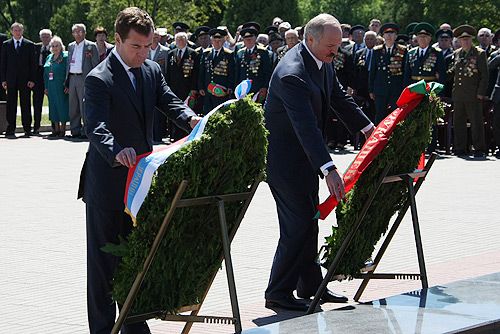
Дмитрий Медведев и Александр Лукашенко возлагают венки к мемориалу защитникам Брестской крепости, 22 июня 2008 года

День памяти и скорби — памятная дата. Отмечается ежегодно 22 июня в России, на Украине («День скорби и чествования памяти жертв войны») и в Беларуси («День всенародной памяти жертв Великой Отечественной войны») в годовщину начала Великой Отечественной войны (1941—1945).

## Россия
Указом Президента Российской Федерации Бориса Ельцина от 8 июня 1996 года № 857 в России 22 июня объявлено «Днём памяти и скорби».
В этот день на зданиях государственных учреждений приспускаются государственные флаги, на кораблях ВМФ — Андреевские флаги, на жилых зданиях вывешиваются флаги с траурными лентами. В учреждениях культуры, на телевидении и радио отменяются развлекательные мероприятия и передачи в течение всего дня.
По всей стране проходят памятные мероприятия, возлагаются цветы и венки к памятникам Великой Отечественной войны, проходит акция Свеча памяти. Особо этот день важен для служащих воинских частей Вооружённых сил.
Президент России, Председатель правительства, Председатель Совета Федерации, Председатель Государственной Думы, члены правительства, депутаты Госдумы, сенаторы, представители ветеранских организаций возлагают венки к Могиле Неизвестного Солдата в Александровском саду.

## Украина
На Украине День скорби и чествования памяти жертв войны (укр. День скорботи і вшанування пам’яті жертв війни) был установлен указом тогдашнего президента Украины Леонида Кучмы от 17 ноября 2000 года «с целью всенародного чествования памяти сыновей и дочерей украинского народа, павших во время Великой Отечественной войны 1941—1945 годов, их подвига и жертвенности».

## Белоруссия
В Республике Беларусь отмечается как «День всенародной памяти жертв Великой Отечественной войны» (белор. Дзень усенароднай памяці ахвяр Вялікай Айчыннай вайны). Позднее был переименован в «День всенародной памяти жертв Великой Отечественной войны и геноцида белорусского народа».